# Gmina Mały Płock
Die Gmina Mały Płock (litauisch Malų Plocko valsčius) ist eine Landgemeinde im Powiat Kolneński der Woiwodschaft Podlachien in Polen. Ihr Sitz ist das gleichnamige Dorf mit etwa 1000 Einwohnern.

## Gliederung
Zur Landgemeinde Mały Płock gehören folgende Dörfer mit einem Schulzenamt:
Budy Żelazne
Budy-Kozłówka
Chludnie
Cwaliny Duże
Cwaliny Małe
Józefowo
Kąty
Kołaki-Strumienie
Kołaki-Wietrzychowo
Korzeniste
Krukówka
Mały Płock I
Mały Płock II
Mściwuje
Nowe Rakowo
Popki
Rogienice Piaseczne
Rogienice Wielkie
Rogienice-Wypychy
Ruda-Skroda
Rudka-Skroda
Stare Rakowo
Śmiarowo
Waśki
Włodki
Wygrane
Zalesie